# 2. deild Wysp Owczych (2015)
W roku 2015 odbywa się 22. edycja 2. deild Wysp Owczych – trzeciej ligi piłki nożnej Wysp Owczych. W rozgrywkach bierze udział 10 klubów z całego archipelagu. Drużyny z pierwszego i drugiego miejsca uzyskują prawo gry w 1. deild - drugim poziomie ligowym na archipelagu. W sezonie 2015 były to: HB II Tórshavn oraz FF Giza/FC Hoyvík.

## Uczestnicy
| Uczestnicy 2. deild Wysp Owczych 2014                                                                         | Uczestnicy 2. deild Wysp Owczych 2014 | Uczestnicy 2. deild Wysp Owczych 2014 | Uczestnicy 2. deild Wysp Owczych 2014 |
| --- | ------------------------------------- | ------------------------------------- | ------------------------------------- |
| G/H | FF Giza/FC Hoyvík                     | 3                                     |                                       |
| B36III | B36 III Tórshavn                      | 4                                     |                                       |
| TB II | TB II Tvøroyri                        | 5                                     |                                       |
| VÍKIII | Víkingur III Gøta                     | 6                                     |                                       |
| B68 II | B68 II Toftir                         | 7                                     |                                       |
| ÍF II | ÍF II Fuglafjørður                    | 8                                     |                                       |
| Spadek z 1. deild Wysp Owczych 2014                                                                           |                                       |                                       |                                       |
| HBII | HB II Tórshavn                        | 9                                     |                                       |
| EBSII | EB/Streymur II                        | 10                                    |                                       |
| Awans z 3. deild Wysp Owczych 2014                                                                            |                                       |                                       |                                       |
| Royn | Royn Hvalba                           | 1                                     |                                       |
| KÍ III | KÍ III Klaksvík                       | 2                                     |                                       |
| Oznaczenia: - kolumna pierwsza – skróty nazw drużyn, - kolumna trzecia – miejsce zajęte w poprzednim sezonie. |                                       |                                       |                                       |

## Tabela ligowa
| Lp. | Drużyna               | M  | Z  | R | P  | Bramki | Bramki | Różn. | Pkt | Uwagi              |
| --- | --------------------- | -- | -- | - | -- | ------ | ------ | ----- | --- | ------------------ |
| 1   | HB II Tórshavn (A)    | 18 | 12 | 2 | 4  | 55     | 25     | +30   | 38  | Awans do 1. deild  |
| 2   | FF Giza/FC Hoyvík (A) | 18 | 12 | 1 | 5  | 60     | 26     | +34   | 37  | Awans do 1. deild  |
| 3   | KÍ III Klaksvík       | 18 | 10 | 3 | 5  | 51     | 37     | +14   | 33  |                    |
| 4   | TB II Tvøroyri        | 18 | 10 | 1 | 7  | 45     | 44     | +1    | 31  |                    |
| 5   | Royn Hvalba           | 18 | 8  | 2 | 8  | 39     | 36     | +3    | 26  |                    |
| 6   | B36 III Tórshavn (S)  | 18 | 7  | 3 | 8  | 42     | 57     | −15   | 24  | Spadek do 3. deild |
| 7   | ÍF II Fuglafjørður1   | 18 | 7  | 2 | 9  | 47     | 49     | −2    | 20  |                    |
| 8   | B68 II Toftir         | 18 | 6  | 2 | 10 | 33     | 46     | −13   | 20  |                    |
| 9   | EB/Streymur II1       | 18 | 7  | 1 | 10 | 41     | 42     | −1    | 19  |                    |
| 10  | Víkingur III Gøta (S) | 18 | 1  | 3 | 14 | 26     | 77     | −51   | 6   | Spadek do 3. deild |

1 EB/Streymur II i ÍF II Fuglafjørður otrzymały kary po 3 punkty za oddanie walkowerem swoich meczów wyjazdowych przeciwko Royn Hvalba odpowiednio 14 maja (6. kolejka) oraz 15 sierpnia (14. kolejka).
B36 III Tóshavn spadło do 3. deild, gdyż B36 II Tórshavn zostało relegowane do 2. deild.